# カーラ・ヒメネス
カーラ・ヒメネス（Carla Jimenez、1978年5月14日 - ）は、アメリカ合衆国の女優。

## 出演作品
- スパイ in デンジャー Spies in Disguise (2019) ※声の出演
- シングルパパの育児奮闘記 シーズン4
- シングルパパの育児奮闘記 シーズン3
- シングルパパの育児奮闘記 シーズン2
- シングルパパの育児奮闘記 シーズン1
- お願い!プレイメイト
- ブラック・ウィドウ
- ナチョ・リブレ　覆面の神様